# گورستان بانش
قبرستان بانش مربوط به دوره قاجار - دوره پهلوی است و در شهرستان بیضا، بخش بیضا، دهستان بانش، مرکز روستای بانش واقع شده و این اثر در تاریخ ۳۰ بهمن ۱۳۸۶ با شمارهٔ ثبت ۲۰۹۶۹ به‌عنوان یکی از آثار ملی ایران به ثبت رسیده است.